# SV Belisia Bilzen
El Sportvereniging Belisia Bilzen (SV Belisia Bilzen) es un club de fútbol belga que representa a los (sub)municipios de Bilzen, Waltwilder, Mopertingen, y Grote-Spouwen, en la provincia de Limburgo. Fundado en 1954, el club está afiliado a la Real Asociación Belga de Fútbol (KBVB) con el número de matrícula 5775 y sus colores representativos son el azul celeste y el blanco.
El club actual es el resultado de la fusión en 2021 entre los clubes Spouwen-Mopertingen y Bilzerse-Waltwilder VV. Antes de la fusión, Spouwen-Mopertingen surgió en 2002 de la unión entre Rapid Spouwen y Golden Stars Mopertingen.
El club juega sus partidos en el Sportpark Katteberg en Bilzen, que sirve de sede para los equipos senior, incluyendo el primer equipo A, el primer equipo B, el equipo femenino y el equipo de promesas.
Los equipos juveniles del club compiten en diferentes niveles. Una parte de ellos lo hace bajo el nombre Belisia Bilzen SV en los niveles provincial y regional, mientras que el grupo juvenil Bilzen Youth compite en los niveles interprovincial y regional.

## Historia

### Rapid Spouwen (1950/2022)
El club se afilió a la Real Asociación Belga de Fútbol como Rapid Spouwen en 1954 y recibió el número de matrícula 5775. El equipo comenzó en la serie provincial.
En 1974 llegaron por primera vez a la serie nacional. Spouwen pudo mantenerse en la Cuarta División durante varios años. En la segunda temporada de 1976 en Cuarta, incluso lograron el segundo puesto en su grupo, aunque a una distancia considerable del campeón, Wit-Ster Beverst. En los años siguientes, el club siguió jugando en el medio o incluso en la sub-top. En 1989 volvió a terminar segundo, esta vez a tres puntos del ganador de grupo, el FC Poederlee. Sin embargo, unos años más tarde, en 1992, Spouwen terminó penúltimo. Después de 18 temporadas de fútbol continuo en la serie de ascenso nacional, Spouwen regresó al fútbol provincial.
Luego el club también abandonó la Primera Provincial. En 1998, Spouwen ganó su grupo en la Segunda Provincial, regresando al más alto nivel provincial. En 2001/02, Spouwen terminó quinto en la Primera Provincial y se clasificó para la ronda final provincial de Limburgo. El Lutlommel VV y el Turkse Rangers quedaron eliminados, lo que les valió una plaza para las rondas finales interprovinciales. Sin embargo, perdió 1-5 ante Unión La Calamine y, por tanto, se perdió el ascenso al fútbol nacional.

### Spouwen-Mopertingen (2002–2021)
Esa temporada, además del Spouwen en Primera Provincial, también jugó el vecino GS Mopertingen, que acababa de ascender. El joven GS Mopertingen estaba afiliado a la KBVB con el número de matrícula 7073. Los dos clubes se fusionaron después de la temporada para formar Spouwen-Mopertingen. El club fusionado siguió jugando con el número de base 5775 de Spouwen; la matrícula nº 7073 de Mopertingen desapareció definitivamente.
El nuevo club terminó tercero en la Primera Provincial en su primera temporada, lo que le dio acceso a la ronda final. Después de que SK Bree y RC Hades fueran eliminados en esa ronda, avanzaron nuevamente a la ronda final interprovincial. Esta vez tuvieron éxito. Derrotó al Jeunesse Rochefortoise y al SK Eernegem y consiguió así el ascenso a la Cuarta División nacional.
En la temporada 2008-09 luchó en la ronda final de Cuarta. El primer partido lo perdió en casa contra el KM Torhout por 0-1. La temporada 2009-2010 marcó un nuevo hito en la historia del club. En la Copa de Bélgica, el club eliminó sucesivamente al RFC Liège de Segunda división y al Wielsbeke de tercera división para jugar los dieciseisavos de final contra el KV Mechelen. Los Blauw-amarillos aguantaron hasta el minuto 81, cuando se puso el 1-0 gracias a Nong. En el tiempo añadido Rossini puso el 2-0. A Spouwen-Mopertingen se le permitió abandonar la arena con la cabeza en alto y una gran ovación de los seguidores del Mechelen.
En la temporada 2015-2016, el club volvió a alcanzar los dieciseisavos de final de la Copa de Bélgica. Después de eliminar a Beerschot-Wilrijk, Diegem Sport y Oosterzonen, RSC Anderlecht surgió como el próximo oponente. Después de un partido muy meritorio, Anderlecht sólo pudo tomar distancia en el minuto 89, tras un gol de Leander Dendoncker. Más adelante en la temporada, Spouwen-Mopertingen obtuvo un billete para la ronda final de la 4ª clase. Después de ganar contra Zwarte Leeuw, el equipo consiguió el ascenso a la Segunda División Amateur .

### Belisia Bilzen (2021–present)
En 2021 se fusionaron con Bilzerse Waltwilder VV y el nombre se cambió a SV Belisia Bilzen.

## Temporada a temporada
| como Spouwen-Mopertingen |    |    |     |     |     |     |                                                       |                                                       |                                                                                |
| 2002/03                  |    |    |     |     |     | 3   | Primera prov. Limburg                                 | 59                                                    |                                                                                |
| 2003/04                  |    |    |     |     | 9   |     | Cuarta C                                              | 36                                                    |                                                                                |
| 2004/05                  |    |    |     |     | 6   |     | Cuarta C                                              | 48                                                    |                                                                                |
| 2005/06                  |    |    |     |     | 9   |     | Cuarta C                                              | 39                                                    |                                                                                |
| 2006/07                  |    |    |     |     | 7   |     | Cuarta C                                              | 47                                                    |                                                                                |
| 2007/08                  |    |    |     |     | 7   |     | Cuarta C                                              | 44                                                    |                                                                                |
| 2008/09                  |    |    |     |     | 6   |     | Cuarta C                                              | 46                                                    | derrota en ronda final de ascenso contra Torhout 1992 KM                       |
| 2009/10                  |    |    |     |     | 5   |     | Cuarta C                                              | 49                                                    |                                                                                |
| 2010/11                  |    |    |     |     | 7   |     | Cuarta C                                              | 40                                                    |                                                                                |
| 2011/12                  |    |    |     |     | 8   |     | Cuarta C                                              | 45                                                    |                                                                                |
| 2012/13                  |    |    |     |     | 5   |     | Cuarta C                                              | 52                                                    |                                                                                |
| 2013/14                  |    |    |     |     | 13  |     | Cuarta C                                              | 33                                                    |                                                                                |
| 2014/15                  |    |    |     |     | 7   |     | Cuarta C                                              | 43                                                    |                                                                                |
| 2015/16                  |    |    |     |     | 6   |     | Cuarta C                                              | 45                                                    | ascenso a Segunda Div. Afic. tras ganar a Zwarte Leeuw                         |
|                          | 1A | 1B | 1Am | 2Am | 3Am | P.I | desde 2016-17 hay 3 niveles nacionales y 2 regionales | desde 2016-17 hay 3 niveles nacionales y 2 regionales | desde 2016-17 hay 3 niveles nacionales y 2 regionales                          |
| 2016/17                  |    |    |     | 4   |     |     | Segunda Div. Afic. VV B                               | 50                                                    |                                                                                |
| 2017/18                  |    |    |     | 3   |     |     | Segunda Div. Afic. VV B                               | 52                                                    |                                                                                |
| 2018/19                  |    |    |     | 13  |     |     | Segunda Div. Afic. VV B                               | 35                                                    |                                                                                |
| 2019/20                  |    |    |     | 15  |     |     | Segunda Div. Afic. VV B                               | 21                                                    | detenida antes de finalizar por el Covid-19                                    |
| 2020/21                  |    |    |     |     |     |     | División 2                                            |                                                       | suspendida por el Covid-19                                                     |
| como SV Belisia Bilzen   |    |    |     |     |     |     |                                                       |                                                       |                                                                                |
| 2021/22                  |    |    |     | 5   |     |     | División 2                                            | 52                                                    | derrota en play-off de ascenso contra Lyra-Lierse Berlaar y SC Eendracht Aalst |
| 2022/23                  |    |    |     | 4   |     |     | División 2                                            | 56                                                    | derrota en la última ronda de ascenso ante Jong Cercle                         |
| 2023/24                  |    |    |     | 1   |     |     | División 2                                            | 71                                                    | ascenso                                                                        |
| 2024/25                  |    |    | 10  |     |     |     | División Nacional 1                                   | 39                                                    |                                                                                |

## (Ex) Jugadores famosos
- Benjamin Bahtiri
- Timothy Freire
- Harrie Gommans
- Di Livio Jungschleger
- Enrico Pellegriti
- Ebrima Sillah
- Edwin Somers
- Michael Tambak
- Taner Taktak
- Gunter Verjans
- Lance Voorjans
- Jesse Wijnen
- Zlatko Žejnilović